# Josip Račić

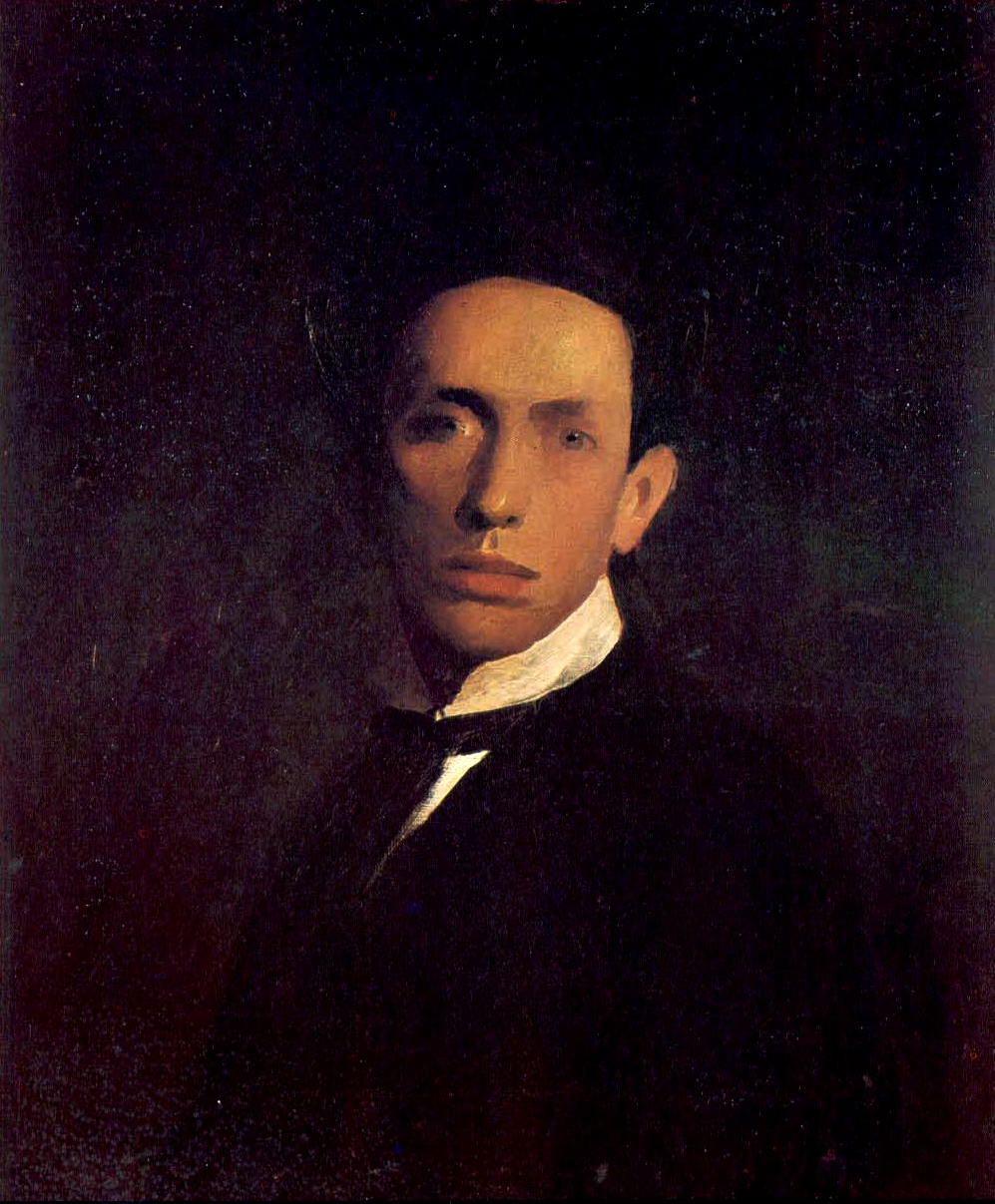
Josip Račić

Josip Račić (* 22. März 1885 in Horvatini bei Zagreb; † 19. Juni 1908 in Paris) war ein kroatischer Maler.

## Leben

### Künstlerische Anfänge
Seine Kindheit verlebte er in Horvatini. In Zagreb besuchte er die Grundschule und drei Klassen des Realgymnasiums. Anschließend machte er eine Lehre in einer Werkstatt für das Lithographiegewerbe.

### Studium in München
Im Jahre 1904 ging er nach München, um Malerei zu studieren. Dort besuchte er die Privatschule von Anton Ažbe, wo er die Nass-in-Nass-Technik kennen lernte. 
Im Frühjahr 1905 ging er für einige Monate nach Berlin, wo er seinem erlernten Beruf als Lithograph nachging und Bildvorlagen in einer Lithographie-Anstalt spiegelverkehrt auf Lithosteine übertrug. Im Oktober kehrte er nach München zurück. Da Ažbe im August gestorben war, immatrikulierte er sich an der Münchner Königlichen Kunstakademie. Er belegte die Zeichenklasse des Professors Johann Caspar Herterich. Nach dessen Tod blieb er in der Klasse und wurde Schüler von Hugo von Habermann. Račić gehörte der Studentengruppe an, die an der Akademie die „Kroatische Schule“ genannt wurde.

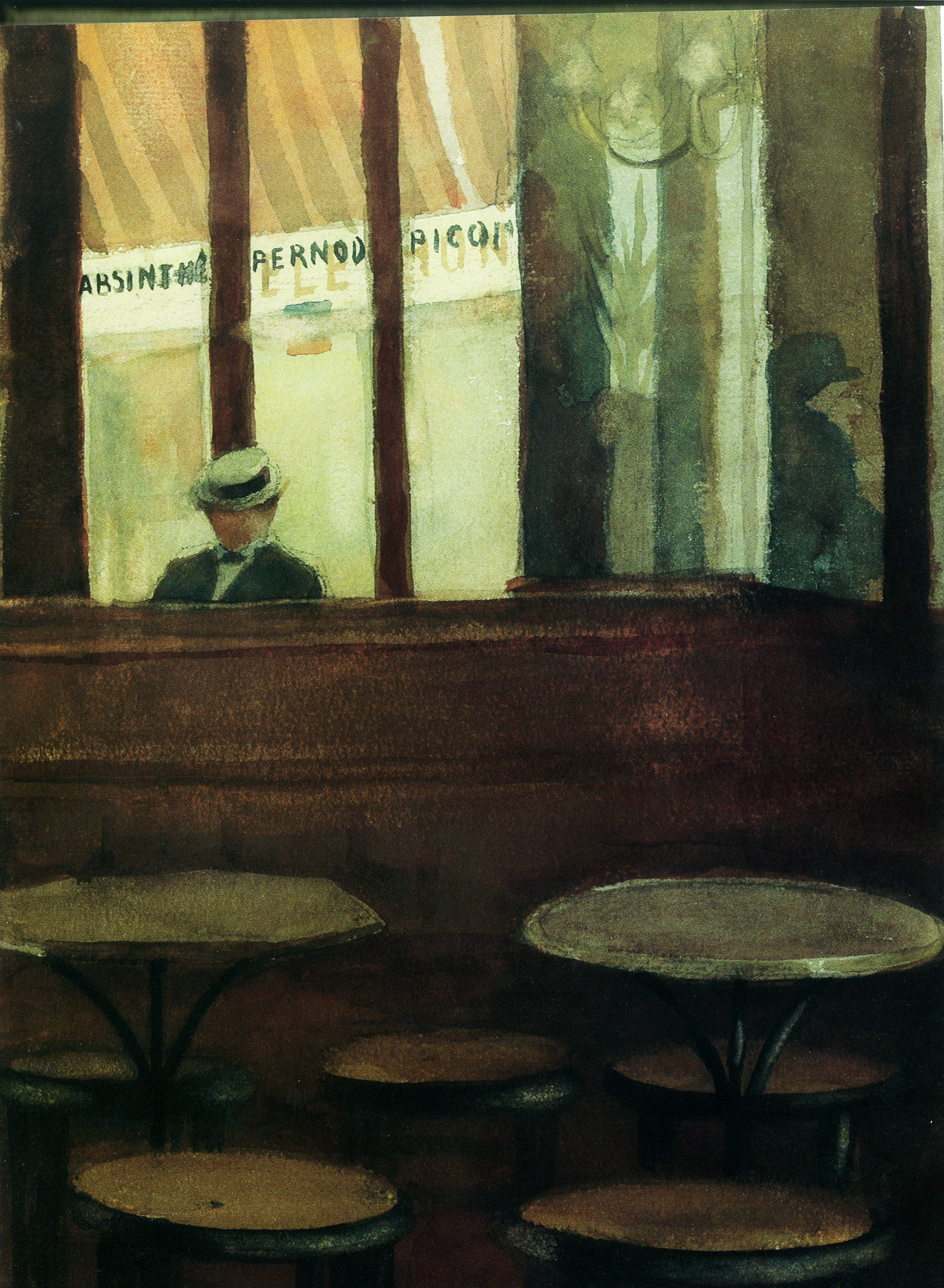
Josip Račić, „Tische in einem Pariser Café“, 1908

### Paris, 1908
Über Račićs Malerei wurde für die Zeit von 1905 bis 1908 geurteilt, sie sei „durch die bildnerische Kultur Münchens bestimmt.“ „Leibls Einflüsse und seines Kreises“ hätten eine entscheidende Rolle gespielt. Desto erstaunlicher ist der spontane Stilwandel, der sich in seiner Malerei seit seiner Ankunft Anfang Februar 1908 in Paris vollzog.
Nicht nur in München bzw. Murnau war man um 1908 durch das Rezept der Schule von Pont-Aven, Farbflächen in Konturen zu spannen, auf den Weg zum Expressionismus gelangt. Werke mancher Ažbe-Schüler belegen, dass man östlich von München die Kunstentwicklung von Paris ebenfalls genau beobachtete und als weiterführend betrachtete. 
Račić z. B. begründete seine Entscheidung nach Paris zu gehen mit der Erkenntnis, in München gäbe es nichts mehr zu lernen, denn „die Franzosen seien allen Völkern in der Malerei voraus.“ Diese Bemerkung ist insofern von besonderem Interesse, als sich zur gleichen Zeit ganz hervorragende Vertreter des französischen Cloisonismus in München befanden, nämlich die beiden Gauguin-Schüler und Nabis Jan Verkade und Paul Sérusier, außerdem der enge polnische Malerfreund von Gauguin, Władysław Ślewiński. Dieser schrieb 1908 Aufschlussreiches über den Stand der Münchener Malerei seinen Freund, den irischen Gauguin-Schüler Roderic O’Conor. Seine Ansicht deckt sich erstaunlicherweise mit der von Račić: „Augenblicklich halten wir uns in München auf und werden noch einige Zeit bleiben. Die Atmosphäre ist wenig erfreulich, hier gibt es nur Farbkleckser und Bier. Die Farbkleckser sind entsetzlich, aber das Bier ist ausgezeichnet. Das künstlerische Niveau ist dermaßen tief, dass man nicht die geringste Lust zu einer Ausstellung bekommt.“ 
Als Račić in Paris am 12. Februar 1908 ankam, scheint er sich ganz spontan dem Cloisonismus zugewendet zu haben. Es entstanden allerdings keine bunten, farbfrohen Bilder. Von Natur aus war er depressiv veranlagt und lebte ständig in Armut, wodurch sich bei aller Modernität vermutlich die Tristesse seiner Bilder in Schwarz- und Brauntönen erklärt, wie z. B. in seinem Bild „Tische in einem Pariser Café“ von 1908. Am 20. Juni 1908 wurde er in seinem Hotelzimmer in der rue Abé Gregoire 48 erschossen aufgefunden.